# Somalodilloides pilosus
Somalodilloides pilosus är en kräftdjursart som beskrevs av Stefano Taiti och Franco Ferrara 2004. Somalodilloides pilosus ingår i släktet Somalodilloides och familjen Eubelidae. Inga underarter finns listade i Catalogue of Life.